# Aeródromo Los Pehuenches
El Aeródromo Los Pehuenches (OACI: SCLB) es un terminal aéreo ubicado a 5 kilómetros al sureste de Lebu, Provincia de Arauco, Región del Biobío, Chile. Este aeródromo es de carácter público.